# Pierre Benoit (Theologe)

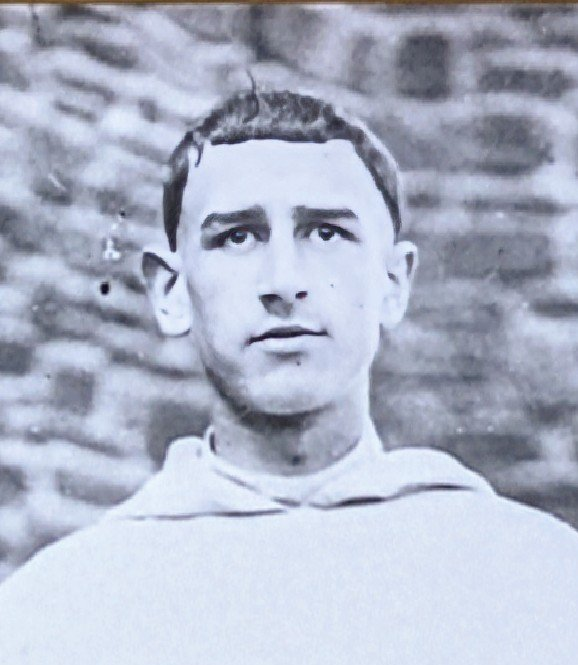
Pierre Benoit (1926)

Pierre Benoit, Taufname Maurice Benoit, (* 3. August 1906 in Nancy; † 23. April 1987 in Jerusalem) war ein französischer Dominikaner und Neutestamentler. Er gehörte zum Herausgeberteam der Schriftrollen vom Toten Meer.

## Leben
Mit 18 Jahren trat Maurice Benoit 1924 in den Dominikanerorden ein und erhielt den Ordensnamen Pierre. Im Studienhaus der Dominikaner in Kain (Belgien) wurde Benoit zunächst in thomistischer Philosophie und Theologie ausgebildet. 1930 empfing er die Priesterweihe. Marie-Joseph Lagrange berief Pierre Benoit und Roland de Vaux 1932 als Dozenten an die École biblique et archéologique française de Jérusalem. Hier wählte Benoit als seinen Schwerpunkt Neues Testament (Paulusbriefe, synoptische Evangelien) und Umwelt des Urchristentums. Von 1969 bis 1972 war er als Nachfolger Lagranges Direktor der École biblique. Als Fachmann für Neues Testament war Benoit theologischer Experte des Zweiten Vatikanischen Konzils (Dokumente über die Offenbarung, die Kirche, die Religionsfreiheit und die nichtchristlichen Religionen) und 1972 bis 1987 Konsultor der Päpstlichen Bibelkommission. Er war Herausgeber der Revue biblique und verantwortete den neutestamentlichen Teil der Bible de Jérusalem, einer  römisch-katholischen Bibelübersetzung in modernes Französisch. Von seiner Hand stammen die Kommentare zum Matthäusevangelium und zu den Gefangenschaftsbriefen.
Pierre Benoit gehörte zum Herausgeberteam der Schriftrollen vom Toten Meer (Reihe: Discoveries in the Judaean Desert) unter Leitung von Roland de Vaux, nach dessen Tod wurde Benoit sein Nachfolger (1971 bis 1986). In dieser Reihe verantwortete er die Edition der Texte vom Wadi Murabbaʿat.
Benoit nahm unter Leitung von de Vaux an den Ausgrabungen der École biblique in Tell el-Fārʿa (identifiziert mit dem biblischen Ort Tirza) und in Khirbet Qumran teil. Nach 1952 unterrichtete Benoit auch biblische Landeskunde und entwickelte sich zum Experten für die Topographie Jerusalems. Aufsehen erregte er mit der Feststellung, dass der Ort des Prozesses Jesu nicht die Burg Antonia, sondern der Palast des Herodes gewesen sei, denn die Burg Antonia war als Startpunkt der Via Dolorosa für die Pilgerfrömmigkeit von großer Bedeutung.

## Lehre
1946 schrieb Pierre Benoit einen Artikel über die Formgeschichte, der wegweisend dafür war, dass diese im Protestantismus entwickelte exegetische Methode in der römisch-katholischen Kirche rezipiert wurde. Er beeinflusste die katholische Bibelwissenschaft auch durch seine Verhältnisbestimmung von Inspiration und Irrtumslosigkeit der Heiligen Schrift, die er bei der Kommentierung der Textpassagen über Prophetie in der Summa theologica des Thomas von Aquin darlegte.

## Ehrungen
Die französische Regierung ernannte Pierre Benoit 1959 zum Ritter und 1974 zum Offizier der Ehrenlegion. Er wurde 1972 von der Universität München und 1977 von der University of Durham mit der Ehrendoktorwürde ausgezeichnet.

## Veröffentlichungen (Auswahl)
- Jesus and the Gospel. Herder & Herder, New York 1973.
- Exegese und Theologie. Gesammelte Aufsätze. Patmos, Düsseldorf 1965.